# Чилмари
Чилмари (бенг. চিলমারী, англ. Chilmari) — город на севере Бангладеш, административный центр одноимённого подокруга. Площадь города равна 28,01 км². По данным переписи 2001 года, в городе проживало 39 982 человека, из которых мужчины составляли 50,63 %, женщины — соответственно 49,37 %. Плотность населения равнялась 1429 чел. на 1 км². Уровень грамотности населения составлял 29 % (при среднем по Бангладеш показателе 43,1 %).